# Pitsusjoki
Pitsusjoki (Bihćosjohka) is een bergbeek/rivier die stroomt in Noorwegen en Finland. De beek ontstaat in een aantal bergmeren in Noorwegen en stroomt door bergachtig gebied naar het zuiden de Finse grens over. Vervolgens stroomt ze naar het zuidoosten het Pitsusjärvi (Bihćosjávri) in. Dat lange meer dat op ongeveer 740 meter hoogte ligt ontvangt ook water uit de Govdajohka (vanuit het noorden). De rivier Pitsusjoki zorgt eveneens voor de afwatering van het meer in het zuiden. In dat laatste gedeelte ligt de Pitsusköngäs, de hoogste waterval van Finland. Op de oostelijke oever van het meer ligt een vliegveldje voor noodgevallen, aldaar loopt ook het wandelpad Kalottireitti naar en van Haltiatunturi. Uiteindelijk belandt haar water in het Vuomaskajärvi, een meer op circa 640 meter hoogte.
De Pitsusjoki ligt in het stroomgebied van de Torne.
Afwatering: Pitsusjoki →  Pitsusjärvi → Pitsusjoki → Vuomakasjoki → (Porojärvi) → Poroeno → Lätäseno → Könkämärivier → Muonio →  Torne → Botnische Golf